# Петар Севастијски
Свети Петар Севастијски (340 – 391) је хришћански светитељ и епископ града Севастије у Малој Јерменији.
Био је најмлађи брат светог Василија Великог. Око његовог васпитања се нарочито старала његова сестра Макрина. Захваљуући томе, он прихватио је хришћанску веру и врлине. Поставши архиепископ Кесаријски, свети Василије је посветио Петра најпре за свештеника, затим за епископа у Севастији. Као епископ, свети Петар учествовао је на Другом Васељенском Сабору у Цариграду 381. године. 
Умро се крајем 391. века.
Православна црква прославља светог Петра 9. јануара.